# Adam Chełmoński (1929–2001)
Adam Chełmoński (ur. 24 czerwca 1929, zm. 17 kwietnia 2001 we Wrocławiu) – polski prawnik, prof. dr hab. prawa., dziekan Wydziału Prawa i Administracji Uniwersytetu Wrocławskiego (1981–1987).

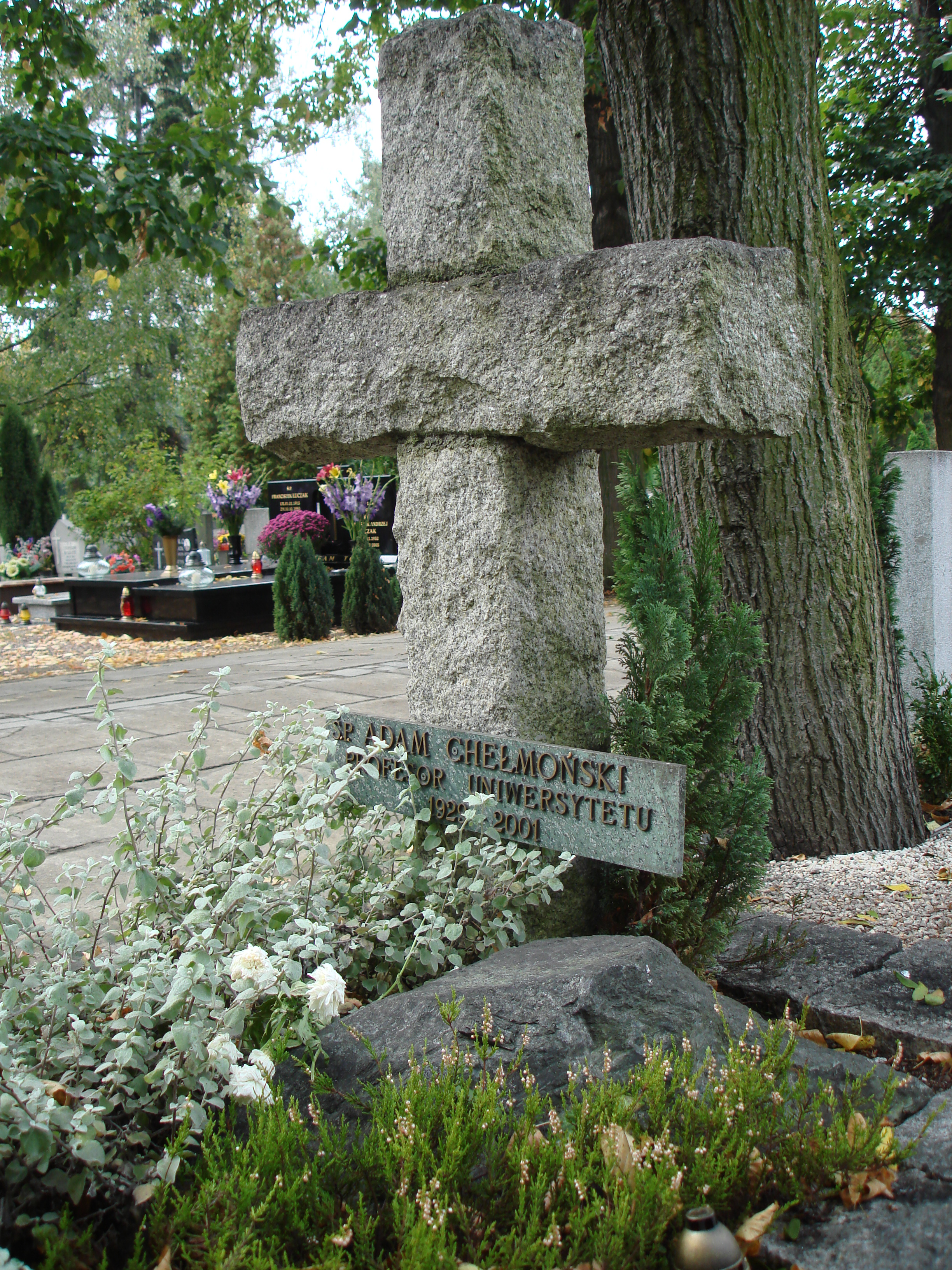
Grób Adama Chełmońskiego na Cmentarzu Ducha Świętego przy ulicy Bardzkiej we Wrocławiu

## Życiorys
Syn prawnika Adama Chełmońskiego i wnuk internisty dr. Adama Chełmońskiego. Mąż prof. UPWr Bronisławy Chełmońskiej, z którą miał córkę Annę Chełmońską-Soyta.
Doktoryzował się w 1960 na podstawie pracy Akt administracyjny w gospodarce państwowej napisanej pod kierunkiem Tadeusza Bigo, w 1967 uzyskał stopień doktora habilitowanego na podstawie pracy Przedsiębiorstwo państwowe wobec organów zwierzchnich, a w 1979 został profesorem nadzwyczajnym. Przez całą karierę związany z Uniwersytetem Wrocławskim, m.in. jako kierownik Zakładu Prawa Administracyjnego (1969–1973), Zakładu Zarządzania Gospodarką Narodową (1972–1973), Zakładu Prawa Administracyjnego i Gospodarczego (1973–1999) i dyrektor Instytutu Nauk Administracyjnych (1989–1993). W latach 1981–1987 był dziekanem Wydziału Prawa i Administracji UWr.
Ponadto był także pracownikiem Akademii Ekonomicznej we Wrocławiu, pełnił tam funkcję kierownika Katedry Prawa Gospodarczego (1993–1999), oraz Uniwersytetu Szczecińskiego. Członek Komitetu Nauk Prawnych PAN od 1996 oraz zespołu prawa gospodarczego Rady Legislacyjnej przy Prezesie Rady Ministrów.
Zmarł 17 kwietnia 2001 we Wrocławiu. Został pochowany na Cmentarzu Ducha Świętego przy ulicy Bardzkiej tamże.
Odznaczony m.in.: Krzyżem Oficerskim Orderu Odrodzenia Polski i medalem KEN.

## Wybrane publikacje
Źródło:
- Przedsiębiorstwo państwowe wobec organów zwierzchnich (1966)
- Niektóre problemy działań prawnych administracji gospodarczej (1975)
- Instytucje administracyjno-prawne w zarządzaniu gospodarką narodowa (1980)